# Mustela putorius furo
El hurón (Mustela putorius furo) es una subespecie de mamífero carnívoro de la familia Mustelidae. Fue domesticado hace al menos dos mil quinientos años para cazar conejos. Mide unos 38 cm y pesa entre 0,7 y 2,3 kg.

## Historia

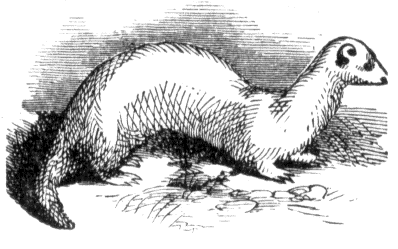
Representación antigua de un hurón blanco.

Los primeros hallazgos arqueológicos de hurones datan del 1500 a. C. Aunque no se sabe a ciencia cierta cuándo empezó a ser domesticado. Se cree que la domesticación fue similar a la del gato. Hay quien dice que los antiguos egipcios tenían hurones, pero es más creíble que los europeos que visitaban Egipto viesen gatos, y pensaran que usar un pequeño carnívoro para proteger las reservas de grano era una gran idea. Al no haberse encontrado hurones momificados ni jeroglíficos que los representen, esta teoría tiene poco fundamento.
Hacia el año 6 a. C., el emperador César Augusto envió hurones o mangostas (denominadas viverrae por Plinio el Viejo) a las islas Baleares para controlar las plagas de conejos.
El hurón desciende del turón (Mustela putorius).

## Caza
Durante cientos de años el principal uso de los hurones fue la caza de lagomorfos. Con su cuerpo largo y estilizado, están bien adaptados para entrar en madrigueras y cazar a los animales que haya dentro. Aún se usan para cazar en algunos países, sobre todo en Australia donde los conejos son una plaga y, a pesar de la tecnología moderna, la combinación de unas cuantas redes y un par de hurones resulta muy eficaz. En el Reino Unido, los hurones se usan a veces para capturar las ratas y ratones que infestan las casas. Estos «hurones cazadores» de roedores se conocen como «hurones galgo» debido a su menor tamaño y capacidad para desplazarse rápidamente por espacios estrechos.
En España, el uso de hurones para la caza está regulado en cada comunidad autónoma aunque la mayoría, como por ejemplo las islas Baleares, prohíben su uso por ley. Otras comunidades, pese a prohibir la caza con hurones, permiten hacerlo si se consigue un permiso de la Consejería debido a que se reconozca que existe una plaga de conejos.

## Hurones como mascotas
Los hurones son animales más parecidos al perro que al gato, sobre todo a nivel veterinario. En España, requieren tener obligatoriamente pasaporte con chip y vacunas en regla, incluso (aunque no en todas las comunidades) es necesario vacunarlos contra la rabia. Son enérgicos, curiosos y les gusta jugar con sus dueños. Dicen que los humanos domesticaron hurones por la curiosidad que despertaban; sea esto cierto o no, su curiosidad es superior a su instinto y esto hace que sus posibilidades de supervivencia en nuestro entorno sean bastante limitadas.
Los hurones son la tercera mascota más frecuente en Estados Unidos después de los perros y gatos, aunque saben cómo convivir con ellos y adaptarse a las reglas del hogar. En proporción, los hurones causan muchos menos daños que los gatos.
El Día Mundial del hurón es el 10 de octubre.

### Peligros domésticos para los hurones
Los hurones son expertos en colarse por los agujeros de los armarios, las paredes, o detrás de los electrodomésticos, donde pueden resultar heridos o incluso fallecer a causa de los cables eléctricos, los ventiladores y otros artículos peligrosos. Las sillas plegables son una auténtica trampa mortal para ellos, pues se suben con frecuencia sobre estos muebles, plegándolas después y muriendo aplastados. Por estas razones, antes de adquirir un hurón como animal doméstico, es necesario tomar una serie de medidas en el hogar, como retirar o asegurar cualquier aparato o mueble peligroso o tapar los posibles agujeros repartidos por la casa. Muchos dueños optan por recluir sus hurones en una jaula durante la noche o mientras se ausentan de casa.

### Alimentación

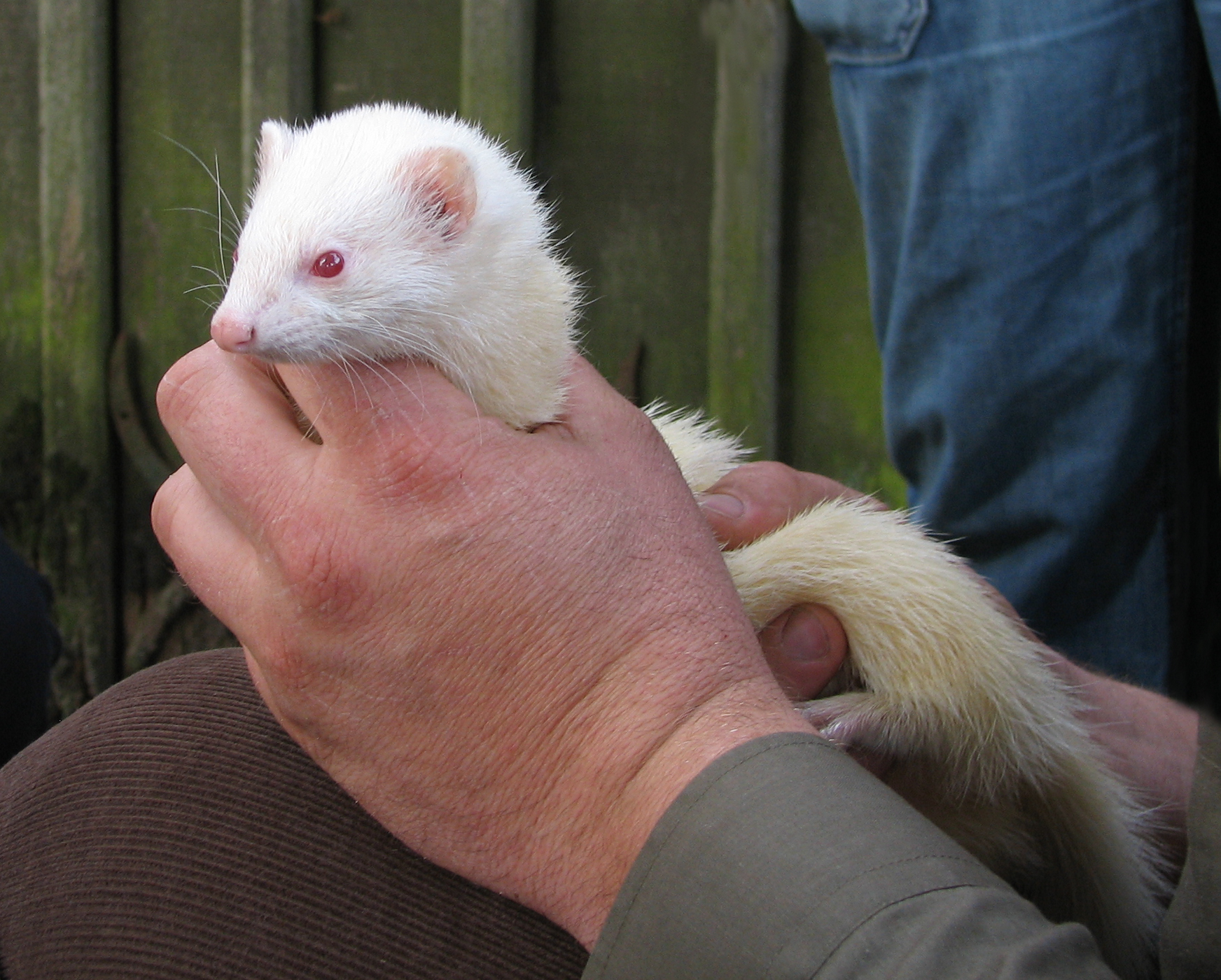
Hurón albino

El alimento ideal del hurón contiene un 32–38 % de proteínas y un 15–20 % de grasas (el origen de las proteínas del alimento del hurón debe proceder siempre de carne, no de soja o plantas similares). Aunque un alto contenido proteico es esencial, si este es mayor del 38 % puede generar ocasionales cálculos renales y obstrucciones urinarias en los hurones más viejos. Las pasas y la malta no están recomendados para hurones pues incluso una cantidad pequeña de azúcar puede ocasionar anomalías en el funcionamiento del páncreas, donde se produce la insulina. Los productos vegetales no aportan nada a los hurones que al ser carnívoros estrictos tienen el intestino muy corto y esto impide la asimilación de las proteínas vegetales.

### Actividad

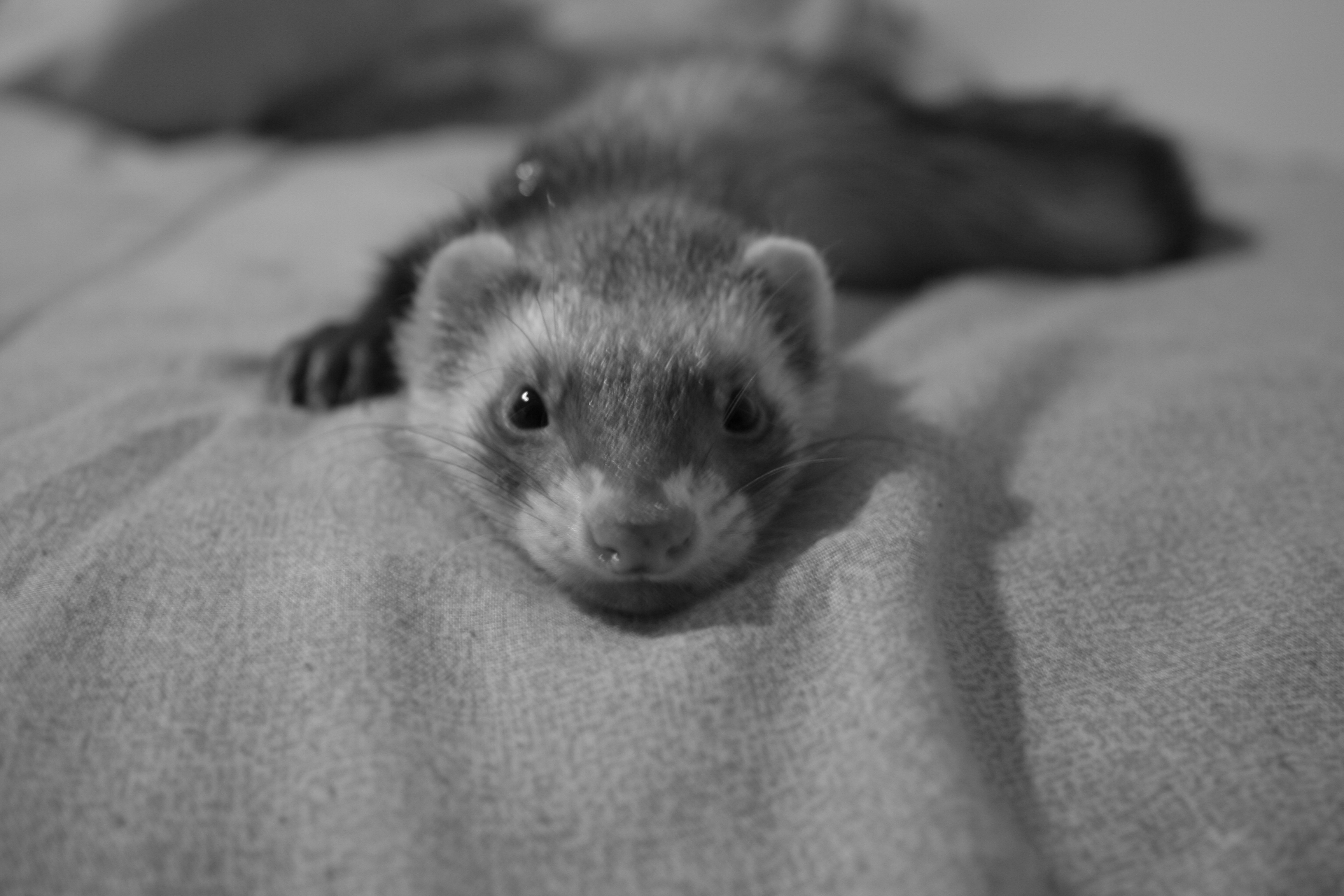
Hurón descansando.

Los hurones pasan la mayor parte del tiempo, de catorce a dieciocho horas al día, durmiendo, pero cuando están despiertos son muy activos, dedicándose a explorar a su alrededor de forma exhaustiva. Los hurones son animales crepusculares, es decir, que son más activos durante el amanecer, el atardecer y parte de la noche. Si están enjaulados, deben ser sacados de forma diaria para que hagan ejercicio y satisfagan su curiosidad; necesitan al menos una hora y un lugar de juego. Los hurones, al igual que los gatos, pueden utilizar una caja (preferiblemente esquinera) para realizar sus deposiciones con un poco de entrenamiento, aunque es necesario tener cajas en distintos cuartos porque no la buscarán si les queda lejos. Los hurones son también buenos inquilinos del patio trasero y les encanta que les acompañen en el jardín. Sin embargo, no se les debe permitir vagar libremente; los hurones son audaces a puntos peligrosos y exploran cualquier agujero que encuentren, incluidos los desagües para la lluvia y las bolsas de basura. Siempre que se encuentren en el exterior deben ser vigilados de cerca, y preferiblemente sujetos por una correa con arnés con dos secciones.

### Juegos
Los hurones son animales muy sociables y a la mayoría les encanta jugar con los humanos. El «juego», desde el punto de vista del animal, puede ser algo parecido al escondite o más bien una forma de representación de la caza en la cual el ser humano debe capturarlo, o este intentar morder a los humanos en los dedos de manos y pies. Al igual que un gato juguetón, los hurones no muerden de verdad a sus compañeros humanos la mayoría de las veces, sino que agarran suavemente un dedo de la mano o el pie con la boca y luego ruedan alrededor de él. Por el contrario, los que han sufrido malos tratos o están heridos morderán firmemente al ser humano. Estos tienen unas mandíbulas extremadamente fuertes y pueden atravesar con facilidad la piel humana. Una vez correctamente educados, los hurones muerden muy raramente a los seres humanos. La mayoría de los juguetes para gatos funcionan bien con ellos.  No obstante, los que están hechos de caucho o de espuma se deben evitar, pues estos pueden masticarlos y tragar trozos pequeños que ocasionan obstrucciones intestinales. Cuando los hurones están particularmente estresados o excitados y contentos por el juego, pueden realizar la danza de guerra de la comadreja, caracterizada por una serie de frenéticos saltos laterales acompañados de un grito característico similar a un ¡Dok, dok, dok!.

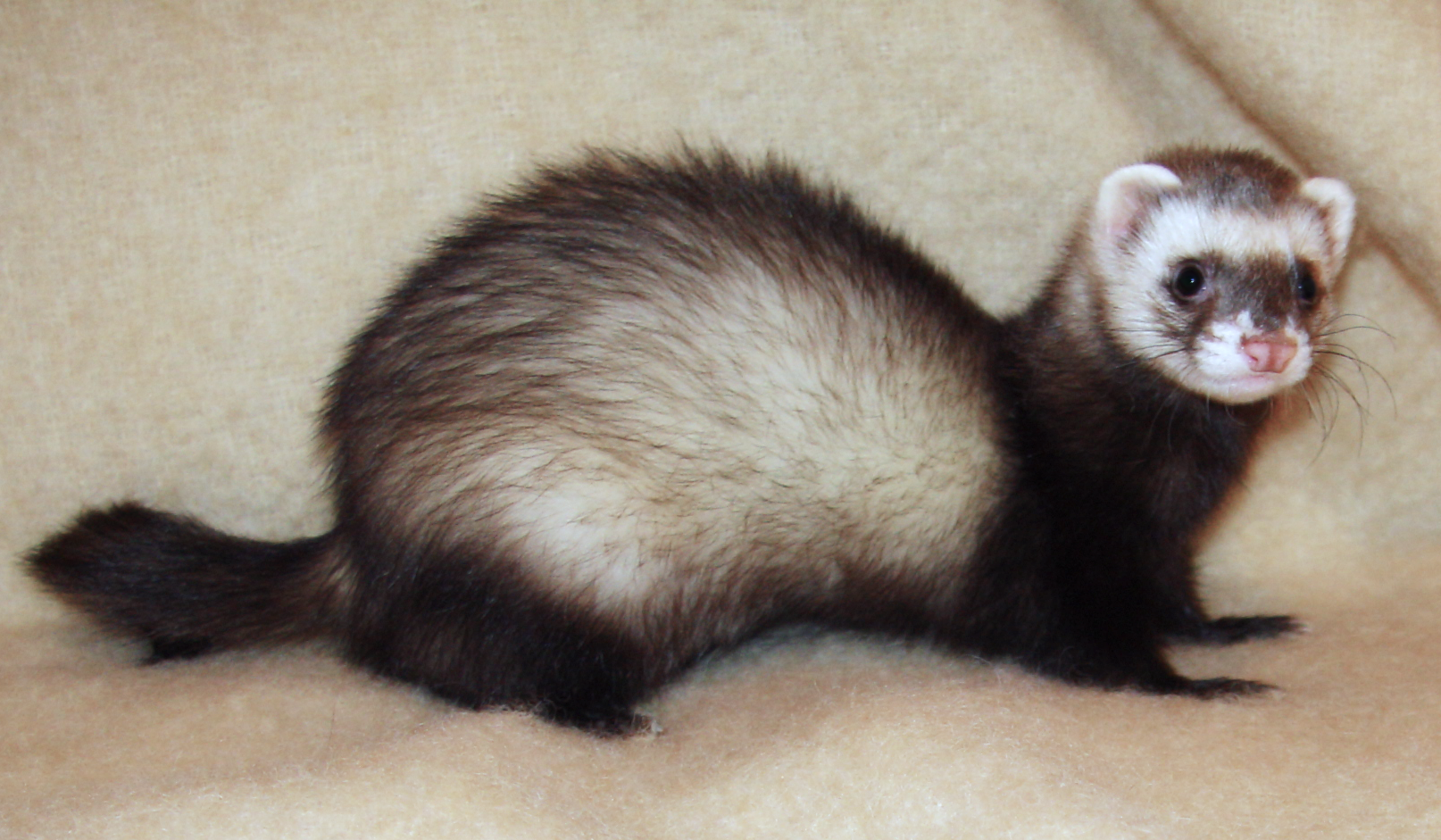
Cachorro de un hurón.

### Naturaleza social

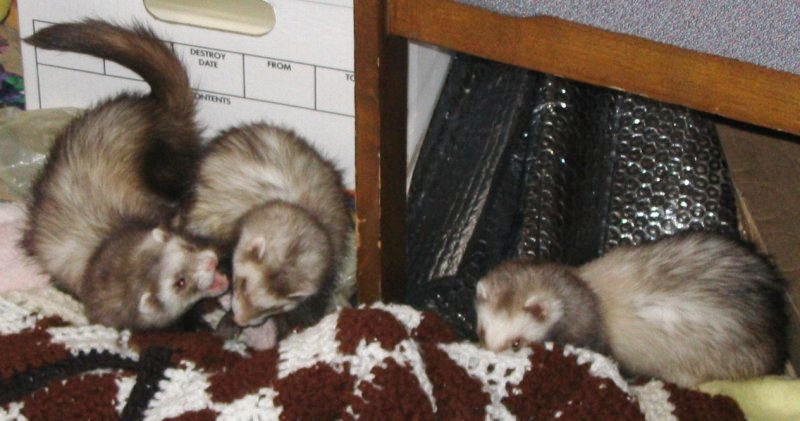
Hurones que retozan juntos

Los hurones son animales extremadamente sociales, a los que les encanta jugar con otros miembros de su especie. A menudo se amontonan unos sobre otros cuando duermen. Es recomendable que en caso de tenerlos como mascotas, sean dos o más -preferiblemente tres- a la vez para no exponerlos a la soledad. No obstante, tampoco hay nada malo en poseer uno solo, siempre y cuando reciba sus porciones de tiempo, atención y juegos por parte de su dueño. Algunos hurones juegan también con gatos domésticos.

## Otros usos de los hurones
En tiempos recientes los hurones son utilizados para llevar cables a través de largos conductos. Los han empleado de esta manera en el Jet Propulsion Laboratory de la NASA y por los organizadores de eventos en Londres. Los cables de televisión y de sonido fueron instalados por hurones en la boda de Carlos de Inglaterra y Diana Spencer, y para el concierto Millenium en el parque de Greenwich.
También se usan frecuentemente en la caza para sacar a la presa de madrigueras donde los perros no pueden llegar, poniéndoles unas argollas de metal en la garganta para que no puedan matar ni comer a la presa.

## Biología del hurón
Como muchos otros carnívoros, los hurones tienen glándulas odoríferas junto al ano. Las segregaciones de estas se usan para marcar el territorio. Se ha demostrado que los hurones pueden identificar si una marca fue dejada por macho o una hembra. Como la mofeta, el hurón puede usar sus glándulas perianales cuando se excita o se asusta, pero el olor desaparece rápidamente. También estas glándulas tienen la función de lubricar sus deposiciones (por lo que su falta les hace más propensos a sufrir prolapso rectal y otras dolencias). La mayoría de los hurones de Estados Unidos se venden con las glándulas quitadas cosa que solo hace que el hurón no pueda lubricar sus heces.
Pese a ello, cabe decir que no es verdad que quitándoles las glándulas perianales desaparece su olor, tan solo es una invención. La solución para eliminar el olor que se genera en algunos casos durante el celo, normalmente en machos, es castrarlos (quirúrgicamente o químicamente), pero quitándoles dichas glándulas (que por otro lado segregan un lubricante natural para las heces que es muy necesario en el caso de los hurones) solo se consigue dañarlos, ya que es una operación muy delicada y peligrosa. Se ha comprobado, por tanto, que no es necesaria la extirpación de dichas glándulas, ya que los gases que raramente expulsan (en situaciones de estrés o peligro) desaparecen enseguida, y el verdadero causante del olor de los hurones es una serie de glándulas situadas principalmente en la base de la nuca, aunque hay más repartidas por todo el cuerpo, que segregan un aceite que ayuda a proteger su pelaje y que producen un olor más intenso en la época de celo.
En los Estados Unidos se conoce que muchos hurones sufren varios problemas de salud. Los más comunes son los cánceres que afectan a la glándula adrenal, al páncreas y al sistema linfático.

### Enfermedad adrenal
La enfermedad adrenal, un crecimiento excesivo de las glándulas adrenales que puede ser producido por hiperplasia o cáncer, es usualmente diagnosticada por los síntomas como la pérdida de pelo, incremento de la agresividad, y (en las hembras) ensanchamiento de vulva. Incluso si el crecimiento es benigno, puede causar un desequilibrio hormonal que puede tener efectos devastadores en la salud del hurón. Algunas opciones de tratamiento son extirpar las glándulas afectadas y terapia de esteroides u hormonas. La causa de la enfermedad adrenal es desconocida, pero algunos especulan que los ciclos de luz artificiales a los que los hurones son expuestos (alteración del fotoperiodo) puede o contribuye al crecimiento de esos tumores. Otros sugieren que el problema es hereditario, hay estudios que recogen la incidencia de la enfermedad adrenal en función del origen del hurón (línea genética), y también se ha especulado mucho que puede ser producida por una castración precoz, antes de las seis semanas de edad. Hay estudios científicos que han determinado la relación directa entre la enfermedad adrenal y la castración, sea cual sea la edad a la que se le practique.

### Insulinoma
Se sabe que los hurones pueden sufrir también de insulinoma, un cáncer del páncreas. El crecimiento de nódulos cancerígenos en los lóbulos del páncreas a veces, aunque no siempre, produce un incremento en la producción de insulina, la cual regula el metabolismo de la glucosa. Demasiada insulina supone una bajada de nivel de azúcar, lo cual produce letargo, ataques y finalmente la muerte. Los síntomas de insulinoma incluyen letargos, babeo, bufar o espumear por la boca, miradas «perdidas» al vacío y ataques.
Se desconoce la causa de la insulinoma. Se especula que la dieta de los hurones domésticos es demasiado diferente a la dieta natural de sus antecesores, e incluyen demasiado azúcar o carbohidratos. El tratamiento de insulinoma incluye extirpación de los lóbulos cancerígenos, tratamiento farmacéutico con esteroides que supriman la producción de insulina, cambios suplementales en la dieta (reduciendo carbohidratos y azúcares al mínimo), o una combinación.

### Enfermedades virales
La enteritis catarral epizoótica (ECE en sus siglas en inglés), una enfermedad viral aparecida por primera vez en el noreste de EE. UU. en 1994, es una inflamación de las membranas mucosas del intestino. En los hurones, la enfermedad se manifiesta como una severa diarrea (a menudo de brillante color verde), acompañada de pérdida de apetito y una fuerte pérdida de peso. El virus puede pasar por medio de fluidos e indirectamente entre humanos. A pesar de que a menudo resultaba fatal cuando fue descubierta, la ECE es hoy en día una amenaza menor, siempre que se cuente con el tratamiento adecuado.
El virus de la enfermedad aleutiana (ADV) es una enfermedad que se hallaba a comienzos del siglo XX en los visones de las Islas Aleutianas. En los hurones, el virus afecta al sistema inmunitario (haciéndoles incapaces de producir anticuerpos eficaces) y a muchos órganos internos, sobre todo los riñones. No existe cura ni vacuna para esta enfermedad, y pueden portar el virus durante meses o años sin presentar síntomas externos. Como resultado, muchas organizaciones de amantes de los hurones, así como vendedores, recomiendan que los propietarios sometan a sus mascotas a las pruebas de identificación de la enfermedad con regularidad, y que los separen de otros hurones si los resultados son positivos.

## Tipos de hurones

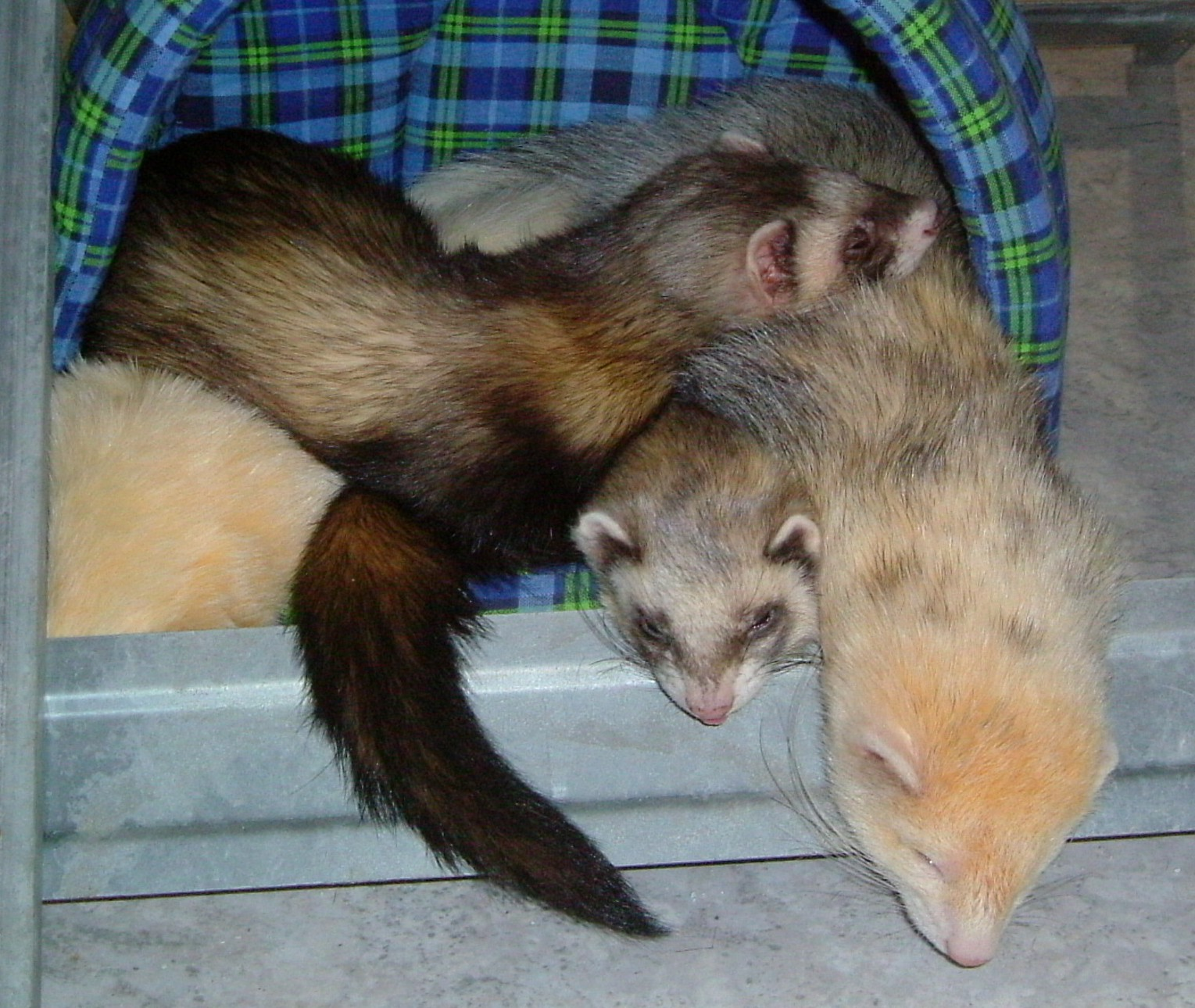
Hurones de diferentes coloraciones.

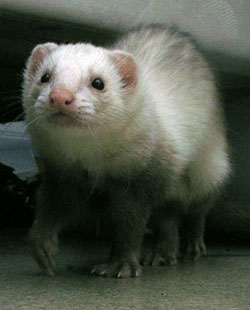
Hurón blanco de ojos negros.

Los hurones poseen una gran variedad de coloraciones y tonalidades, siendo las más comunes las siguientes: 
Colores base (según cabeza, hombros, patas y cola; no se tiene en cuenta el resto del cuerpo):
- Albino
- Negro
- Negro sable
- Champán
- Chocolate
- Canela
- Blanco con ojos negros (no albino)
- Sable
- Plateado
- Tricolor

Patrón de color:
- Estándar: diferencia apreciable, pero escasa (10-20%) entre los puntos de color que definen la coloración base y el resto del cuerpo.
- Punto de color o Siamés: diferencia entre los puntos de color y el resto del cuerpo mayor que el 20%.
- Roano o Marmoleado: 50-60% de cualquier color y 40-50% de blanco, sin puntos de color definidos.
- Sólido o uniforme: sin distinción de color entre las distintas partes del cuerpo.

Marcas o Patrones de color blancos:
- Guantes (Mitts): al menos una de las patas de color blanco.
- LLamarada (Blaze): línea blanca continua desde la nariz hasta el pecho.
- Babero (bib): mancha blanca en el pecho.
- Tip: Punta de la colita blanca
- Panda: pelo blanco en toda la cabeza, hasta los hombros (se permite máscara poco marcada), patas blancas, babero y a veces punta de la cola también en blanco.

Los hurones blancos fueron apreciados durante la Edad Media debido a que eran fáciles de ver en las zonas de maleza densa, y su propiedad quedó reservada a aquellos que ganasen más de 40 chelines al año (una suma importante para la época). La obra La dama del armiño, de Leonardo Da Vinci, representa un hurón y no un armiño propiamente dicho (Mustela erminea), ya que en esa época se usaba ese nombre para un tipo de coloración y no para una especie de animal en concreto. De la misma manera, el Retrato de la Reina Isabel con Armiño muestra a Isabel I de Inglaterra con su hurón-mascota, al cual se le han dibujado unas heráldicas manchas de armiño.

### Síndrome de Waardenburg
Los hurones con rayas o cabeza completamente blanca (llamaradas, pandas, etc.) son portadores seguros de un defecto congénito conocido como síndrome de Waardenburg. Este síndrome causa, entre otras cosas, una deformación en la bóveda del cráneo, que se ensancha y produce las marcas blancas de la cabeza, pero también una sordera total o parcial. Se estima que hasta el 75% de los hurones con signos visibles del síndrome son sordos. Además de esto, la deformación craneal causa también un alto número de cachorros que nacen muertos y algún caso de fisura en el paladar. Debido a esto, muchos cuidadores no crían hurones que presenten síntomas del síndrome de Waardenburg.

## Hurones como plaga
Los hurones (al igual que otros mustélidos como el armiño) predan sobre la fauna indígena de Nueva Zelanda. Introducidos por primera vez en 1879 como medio de control sobre los conejos cimarrones, los hurones causaron gran preocupación entre los neozelandeses cuando comenzaron a cazar aves en lugar de su presa más típica. Esto se debió a que las aves neozelandesas evolucionaron sin contacto con mamíferos depredadores, y son por tanto una presa mucho más fácil para estos.
Los propietarios de hurones de Nueva Zelanda se defienden recordando que, al contrario que los hurones que se tienen normalmente como mascotas, los animales que se liberaron entonces eran cruces de hurón y turón (hurón salvaje europeo) provenientes de granjas peleteras, con el fin de asegurar su supervivencia en la naturaleza. En la actualidad, los gatos domésticos causan más daño en las poblaciones de aves salvajes que los hurones, pues estos se castran normalmente a una edad muy temprana (de 6 a 8 semanas) y se mantienen recluidos en las casas.
No obstante, muchos lugares en todo el mundo han prohibido la tenencia de hurones como mascota debido a los problemas registrados en Nueva Zelanda.

## Leyes

### América

#### Argentina
Dentro del territorio argentino está prohibida su comercialización pero la adopción del hurón doméstico (mustela putorius) es legal siempre que estén debidamente comprados a criaderos generalmente de Estados Unidos. Para ingresarlos al país, tienen que estar castrados y con microchip identificatorio.
Se pueden tener de mascota pero con su cuidado, alimento adecuado y cuadro de vacunas.

#### Chile
Existe una regulación ardua, regida por el SAG (servicio agrícola y ganadero) el cual dirige y norma la tenencia y reproducción de animales exóticos en Chile. Sin embargo no es necesario tener licencia ni cumplir con ningún requisito para adquirirlos.

#### Colombia
Su reproducción o comercialización interna es prohibida. Su tenencia debe ser estrictamente en cautiverio y es legal aunque su ingreso debe registrarse en el Sistema de Información Sanitario para Importación y Exportación de Productos Agrícolas y Pecuarios (SISPAP) , regulado por el Instituto Colombiano Agropecuario ICA. Se requiere documentación previa al embarque. En el país de origen, deben ser sometidos a procedimientos de desparasitación y contar con Certificado Sanitario Oficial. Se exige tiempo de cuarentena en observación una vez llegado al país por mínimo 30 días. De encontrarse parásitos puede negarse la entrada al país o se puede sacrificar al animal. La regulación se encuentra en la Resolución 842 de 2010 del ICA.

#### Estados Unidos
California y Hawái poseen leyes que restringen la propiedad de hurones. En California, algunos residentes realizaron una petición para que tener hurones fuese legal en el estado, pero la demanda fue rechazada por un comité gubernamental a mediados de 2005. El resto de los estados no disponen limitaciones en la cría, posesión y venta de hurones.
Los hurones están también restringidos en algunas ciudades como Nueva York, Washington DC, Beaumont (Texas) y Bloomington (Minnesota). Se necesita un permiso especial en algunas zonas como Nueva Jersey y Rhode Island. Los hurones fueron legalizados en Dallas (Texas) a partir de agosto de 2005..

#### México
En México se exige el contar con un permiso de comercialización proporcionado por la Secretaría de Medio Ambiente y Recursos Naturales, institución que regula el manejo, comercialización y seguridad de los animales silvestres y exóticos hasta la venta al comprador final.

### Oceanía

#### Australia
Es ilegal tener hurones como mascotas en Queensland y en el Territorio del Norte. En Victoria y Camberra se necesita una licencia.[cita requerida]

#### Nueva Zelanda
Es ilegal vender, distribuir o criar hurones en Nueva Zelanda desde 2002.

### Unión Europea
No existen limitaciones en la mayoría de países. En Portugal y Francia el uso del hurón para cazar animales está prohibido por considerarse dañino para el medio ambiente, pero su tenencia como mascota es totalmente legal, excepto en el país luso, donde algunas asociaciones intentan conseguir su ilegalización como animal de compañía.[cita requerida]

#### Portugal
En Portugal era ilegal cazar con hurones y tenerlos como animales de compañía, pero recientemente se legalizó la posesión de los hurones, únicamente para que estos sean animales de compañía.[cita requerida]